# Хом'ячок сірий
Хом'ячок сірий (Cricetulus migratorius або Nothocricetulus migratorius) — представник роду Хом'ячок (Cricetulus). Згідно із списком МСОП цей рід складається з восьми видів.

## Опис
Гризун розміром з мишу з дуже коротким непомітним хвостом і короткими лапками. Має великі защічні мішки. Довжина тіла 9,5–13 см, хвоста 2–3,5 см. Забарвлення хутра зверху сіре, низ і хвіст світліші. Очі великі. Вуха малі, злегка виступають із хутра.

## Поширення
Поширений від східної Європи через Росію й центральну Азію до Монголії та західного Китаю. Південний край його ареалу проходить через Ізраїль, Йорданію, Ірак, Іран, Афганістан, Пакистан і Північну Індію. Спочатку він мешкав на сухих луках, у степах і напівпустелях. Тепер також мешкає на сільськогосподарських угіддях і садах, а іноді навіть у будинках. Для нього бажані посушливі райони з відносно рідкісною рослинністю, ліси ж і вологі місця проживання він уникає. В Україні мешкає на схід від лінії Сумська — Миколаївська область.

## Поведінка
Осілий вид. Веде типовий для більшості мишоподібних гризунів наземно-підземний спосіб життя. Нори відносно простої будови містять численні комори, в яких звір утворює зимові запаси. На зиму може впадати в сплячку, хоча головним чином в зимовий період просто малоактивний. Веде сутінковий спосіб життя. Досить всеїдна тварина. Поїдає насіння, зелені частки рослин, а також різноманітних безхребетних тварин (прямокрилі, жуки-чорнотілки, мурашки, наземні молюски). За сезон самка може 2–3 рази на рік народжувати 7–8 малят. Вагітність триває 20 днів. Стають статевозрілими вже через кілька місяців і до кінця року встигають дати нове покоління.